# Независимая либеральная партия
Независимая либеральная партия (исп. Partido Liberal Independiente, PLI) — никарагуанская правоцентристская политическая партия. Создана в 1944 году как либеральная оппозиция режиму Анастасио Сомосы. Подвергалась репрессиям, поддерживала Сандинистскую революцию. В 1980-х находилась в оппозиции правительству СФНО. На выборах 1990 года входила в Национальный союз оппозиции, способствовала избранию президента Виолетту Барриос де Чаморро. После 2006 являлась основной структурой оппозиции СФНО и Даниэлю Ортеге. В руководстве и активе партии присутствовали бывшие контрас. Перед выборами 2016 под нажимом властей перешла на проправительственные позиции.

## Оппозиция клану Сомоса
Независимая либеральная партия была создана в начале 1944 в ходе студенческих протестов против переизбрания президента Анастасио Сомоса Гарсиа. Партия пользовалась поддержкой в различных социальных слоях, прежде всего среди городской интеллигенции и студенчества. Выступала под лозунгами демократизации политической системы. На выборах 1947 блокировалась с Консервативной партией, поддерживала оппозиционного кандидата Энока Агуадо.
В 1956 году Анастасио Сомоса Гарсиа был убит членом Независимой либеральной партии Ригоберто Лопесом Пересом. Новый президент Луис Сомоса Дебайле распорядился арестовать группу членов PLI. Партия подвергалась давлению властей, но оставалась серьёзной политической силой.
Перед выборами 1967 года PLI примкнула к коалиции оппозиционных партий — от консерваторов до коммунистов — стремившейся воспрепятствовать избранию в президенты Анастасио Сомосы Дебайле. 22 января 1967 в Манагуа произошли уличные беспорядки, подавленные Национальной гвардией. PLI, как оппозиционная партия, снова подверглась преследованиям.

## При сандинистском режиме
В 1979 году Независимая либеральная партия поддержала Сандинистскую революцию. В июле 1980 г. вошла в Патриотический фронт революции (вместе с сандинистами, Социалистической партией и Народной социал-христианской партией). В совместном документе, подписанном всеми упомянутыми организациями, было подчеркнуто, что все эти силы объединяются преданностью идеалам революции в Никарагуа. Однако уже с 1980, по мере усиления прокоммунистических тенденций в политике СФНО, партия независимых либералов перешла в оппозицию. Участвовала в организованных сандинистами выборах 1984 в составе Никарагуанской демократической координации, получила около 9 % голосов. Партия критиковала режим СФНО, но ограничивалась возможностями легальной деятельности. К вооружённому движению Контрас отношения не имела, в гражданской войне не участвовала.
В 1989 году PLI примкнула к Национальному союзу оппозиции. Способствовала победе коалиции над СФНО и избранию президентом Никарагуа Виолетты Барриос де Чаморро.

## Оппозиция «двухпартийной диктатуре»
На выборах 1996 PLI выдвинула кандидатуру своего лидера Виргилио Годоя, однако он собрал незначительное количество голосов — президентом был избран кандидат Либерально-конституционной партии Арнольдо Алеман, второе место занял лидер СФНО Даниэль Ортега. PLI получила лишь один парламентский мандат. В 2001 партия поддерживала кандидатуру представителя ЛКП Энрике Боланьоса, одержавшего верх над Ортегой, но потеряла парламентское представительство.
Политика PLI изменилась с 2003 года, когда партию возглавил Эдуардо Монтеалегре — бывший министр иностранных дел и финансов в правительствах Алемана и Боланьоса, порвавший с ЛКП из-за партийной коррупции и политического сговора с СФНО. Под руководством Монтелагре партия превратилась в главную силу никарагуанской оппозиции. В 2005 по инициативе партии был создан Никарагуанский либеральный альянс, призванный противостоять «двухпартийной диктатуре СФНО—ЛКП». На выборах 2006 альянс выдвинул кандидатуру Монтеалегре, но победу одержал Ортега. 
На всеобщих выборах 2011 года кандидат PLI Фабио Гадеа (его кандидатом в вице-президенты был Эдмундо Харкин Кальдерон от Движения сандинистского обновления) занял второе место, но президентом был вновь избран Ортега. Независимая либеральная партия получила 27 из 92 мест в Национальной ассамблее и стала крупнейшей оппозиционной силой Никарагуа.

## Оппозиция за либеральную демократию
Под руководством Эдуардо Монтеалегре партия выступала с программой демократизации, резко критиковала СФНО за авторитарные тенденции правления. PLI возложила на сандинистское правительство ответственность за акты политического насилия 2010-х годов.
Идеологической основой остаётся PLI либерализм, понимаемый как сочетание гражданских и политических свобод, экономики свободного предпринимательства и демократических процедур сменяемости власти. Партия имеет статус наблюдателя в Либеральном Интернационале.
В начале 2014 отмечалось 70-летие создание Независимой либеральной партии. В этой связи было опубликовано партийное заявление, в котором режим Ортеги сравнивался с режимом Сомосы и содержался призыв не допустить пожизненного правления лидера СФНО.

Сегодняшние исторические обстоятельства, очень похожи на те, в которых наша страна жила в 1944 году. Тогда группа молодых либералов решила основать партию, чтобы противостоять амбициям Анастасио Сомосы Гарсиа, который добивался переизбрания на неопределённый срок, по системе тоталитаризма и фашизма. Диктатуре был брошен вызов. На основе либеральных принципов возникла гражданская альтернатива в защиту демократии. В самые трудные времена мы остаёмся верны идеалам наших основателей.

Заявление огласил почётный председатель PLI Индалесио Родригес, видный контрас 1980-х, один из основателей Никарагуанских демократических сил.
Активисты партии, включая Эдуардо Монтеалегре, активно участвовали в уличных акциях протеста. Партийное руководство формировало оппозиционный альянс к выборам 2016 года.
18 апреля 2015 года было объявлено о создании нового оппозиционного блока — Национальной коалиции за демократию. Крупнейшей структурой коалиции является Независимая либеральная партия. Задачи объединения изложил член руководства партии, бывший полевой командир Контрас Оскар Собальварро (известен как Команданте Рубен): устранение режима Ортеги ненасильственными средствами, возвращение Никарагуа на путь демократии и национального развития.

## «Предвыборный переворот» в партии
На президентских выборах 2016 от Независимой либеральной партии ожидалось выдвижение кандидатуры Эдуардо Монтеалегре. Однако в августе 2016 года Верховный суд, контролируемый СФНО, отстранил Монтеалегре от руководства партией и передал его партийные полномочия Педро Рейесу Валлехосу. Это вызвало протесты сторонников Монтеалегре. В результате судебным решением 16 депутатов никарагуанского парламента были лишены мандатов без какого-либо правового базиса. Таким образом власти обеспечили лояльность нового руководства PLI во главе с Рейесом Валлехосом. Педро Рейес Валлехос участвовал в выборах, но получил лишь около 4,5 % голосов.
Радикальные сторонники Монтеалегре — в частности, Оскар Собальварро и его сестра Марсия вышли из PLI и учредили партию Ciudadanos por la Libertad — Граждане за свободу, которая приняла активное участие в массовых антиправительственных протестах апреля 2018.